# Pier Giovanni Rutzittu
Pier Giovanni Rutzittu (Ozieri, 1º febbraio 1976) è un ex calciatore italiano.
In carriera ha totalizzato complessivamente 83 presenze e 7 reti in Serie B.

## Carriera
Dopo aver giocato nell'Olbia in Serie C2, per la stagione 1994-1995 viene inserito dal Genoa nella rosa per disputare la massima serie, acquistandolo a novembre. In quella stagione, chiusa con la retrocessione dei rossoblu, non scende tuttavia mai in campo in gare di campionato, mentre, dopo due presenze nella stagione successiva, si impone come titolare in Serie B (30 presenze e 2 reti) nella stagione 1996-1997, annata in cui va a segno anche in un derby di Coppa Italia vinto dal Genoa per 2 a 0.
In seguito ottiene, seppur non da titolare, due promozioni consecutive in massima serie con Perugia e Lecce. Inizia coi salentini anche la stagione 1999-2000 in A, ma anche in questo caso non riesce ad esordire per tornare a gennaio in B con la Fermana.
Nella stagione 2000-2001 ottiene le sue ultime 7 presenze in cadetteria con la maglia del Monza, per proseguire la carriera in Serie C.
Torna a giocare nel 2011 militando nel campionato di Promozione Veneta tra le file della Nuova Valdagno, contribuendo alla conquista del campionato.
In seguito alla fusione della squadra vicentina, nella stagione 2012-2013 passa alla formazione veronese della Provese in Promozione, trasferendosi a dicembre sempre in Promozione, a Lonigo.
Nel 2015 si trasferisce al G.S. San Pietro di Montecchio Maggiore, militante nel campionato di seconda categoria. Nel 2017 dà l'addio al calcio e resta nella sua ultima società nella veste di allenatore.

## Allenatore
Dopo due stagioni alla guida del GS San Pietro in Seconda Categoria, conduce i neroverdi alla vittoria nel campionato 2019-2020, presentandosi dal 2020-2021 ad affrontare il campionato di Prima Categoria.

## Palmarès

### Club

#### Competizioni nazionali
- Serie D: 1

Juve Stabia: 2004-2005
- Coppa Italia Serie D: 1

Juve Stabia: 2004-2005

#### Competizioni regionali
- Promozione: 1

Nuova Valdagno: 2011-2012

#### Competizioni internazionali
- Coppa Anglo-Italiana: 1

Genoa: 1995-1996